# Letectvo Jižního Súdánu
Letectvo Jižního Súdánu (anglicky South Sudan Air Force) představuje vojenské letectvo jihosúdánských ozbrojených sil. Bylo založeno 24. června 2008. Jako jeho velitelství slouží letecká základna v Džubě.

## Letecká technika
| Letadlo            | Země původu            | Typ                        | Ve službě | Poznámky                   |
| ------------------ | ---------------------- | -------------------------- | --------- | -------------------------- |
| Aero L-39 Albatros | Česko                  | cvičný/lehký bojový letoun | 2         |                            |
| Mil Mi-35          | Rusko                  | bitevní vrtulník           | 5         |                            |
| Beechcraft 1900    | Spojené státy americké | transportní letoun         | 1         |                            |
| Mi-172             | Rusko                  | transportní vrtulník       | 1         | Upraveno pro přepravu VIP. |
| Mil Mi-17V-5       | Rusko                  | víceúčelový vrtulník       | 9         |                            |